# Riksråd
Riksråd (en noruec i suec),Rigsråd (en danès)i traduïble com a "Consell del Regne", "Consell de l'Estat", o fins i tot de vegades "Consell Privat", és el nom dels consells dels països escandinaus que van governar els països juntament amb els reis des de la baixa edat mitjana fins al segle xvii. Noruega tenia un Consell del Regne (Riksrådet) que va ser abolit de facto pel rei danonoruec el 1536/1537. A Suècia, el Consell paral·lel (en suec Riksrådet fins al 1687; de vegades llatinitzat com a Senatus Regni Sueciae) va passar gradualment sota la influència del rei durant el segle xvii.